# Tarenna depauperata
Tarenna depauperata är en måreväxtart som beskrevs av John Hutchinson. Tarenna depauperata ingår i släktet Tarenna och familjen måreväxter. Inga underarter finns listade i Catalogue of Life.